# Eukiefferiella amamipubescia
Eukiefferiella amamipubescia är en tvåvingeart som beskrevs av Sasa 1991. Eukiefferiella amamipubescia ingår i släktet Eukiefferiella och familjen fjädermyggor. Inga underarter finns listade i Catalogue of Life.